# Mohsen Saleh
Mohsen Saleh (in arabo محسن صالح‎?; Porto Said, 22 giugno 1949) è un allenatore di calcio egiziano, ritiratosi dall'attività di CT nel 2010.

## Carriera

### Giocatore
All'apice della carriera ha guidato l'Egitto nel percorso di qualificazione e nella fase finale della Coppa d'Africa 2004.

## Palmarès

### Allenatore

#### Competizioni nazionali
- Coppa del Libano: 1

Nejmeh: 1996-1997